# Jozef Habets
Joannes Josephus ("Jozef" of "Jos") Habets (Oirsbeek, 27 november 1829 - Maastricht, 22 juni 1893) was een priester, archivaris, archeoloog en (amateur)historicus in Nederlands-Limburg. Habets wordt beschouwd als een van de grondleggers van de Limburgse archeologie en  geschiedbeoefening.

## Biografische schets
Jozef Habets werd als oudste van zeven kinderen geboren in het dorp Oirsbeek, dat tegenwoordig deel uitmaakt van de gemeente Beekdaelen. Zijn ouders waren de hoofdonderwijzer Jan Mathijs Habets en de uit Hoensbroek afkomstige Maria Catharina Widdershoven. Zijn oom Jan Willem Habets (1801-1876) was in Luik pastoor van de Heilig Kruiskerk en stichtte er de kloostercongregatie Les filles de la Ste Croix. Twee broers van zijn moeder waren kloosterlingen. Jozef groeide op in een milieu waarin onderwijs, wetenschap en religie centraal stonden.
Na zijn opleiding aan het kleinseminarie te Rolduc (1843-52) en het grootseminarie te Roermond (1852-56) werd hij in 1856 tot priester gewijd. Achtereenvolgens was hij kapelaan in Hunsel (1856-59), Bunde (1859-62) en Berg en Terblijt (1862-78). Van 1878 tot 1881 was hij pastoor in Wolder (toen gemeente Oud-Vroenhoven, tegenwoordig een wijk van Maastricht). Gedurende deze periode leidde hij een aantal archeologische opgravingen in de omgeving van Maastricht, onder andere de Romeinse villa's in Meerssen, Valkenburg en Cadier en Keer, en de Romeins-Keltische grafheuvel aan de Bemelergrubbe in Scharn. Opmerkelijk was dat enkele van deze opgravingen gesubsidieerd werden door de Belgische regering. Als streekhistoricus en archeoloog was Habets autodidact. Met name de opgraving van de Romeinse villa Herkenberg (1865) en de Romeinse villa Backerbosch (1879-80) versterkten zijn reputatie als "villa-deskundige" in Limburg. Habets was de eerste die Coriovallum identificeerde met Romeins Heerlen.

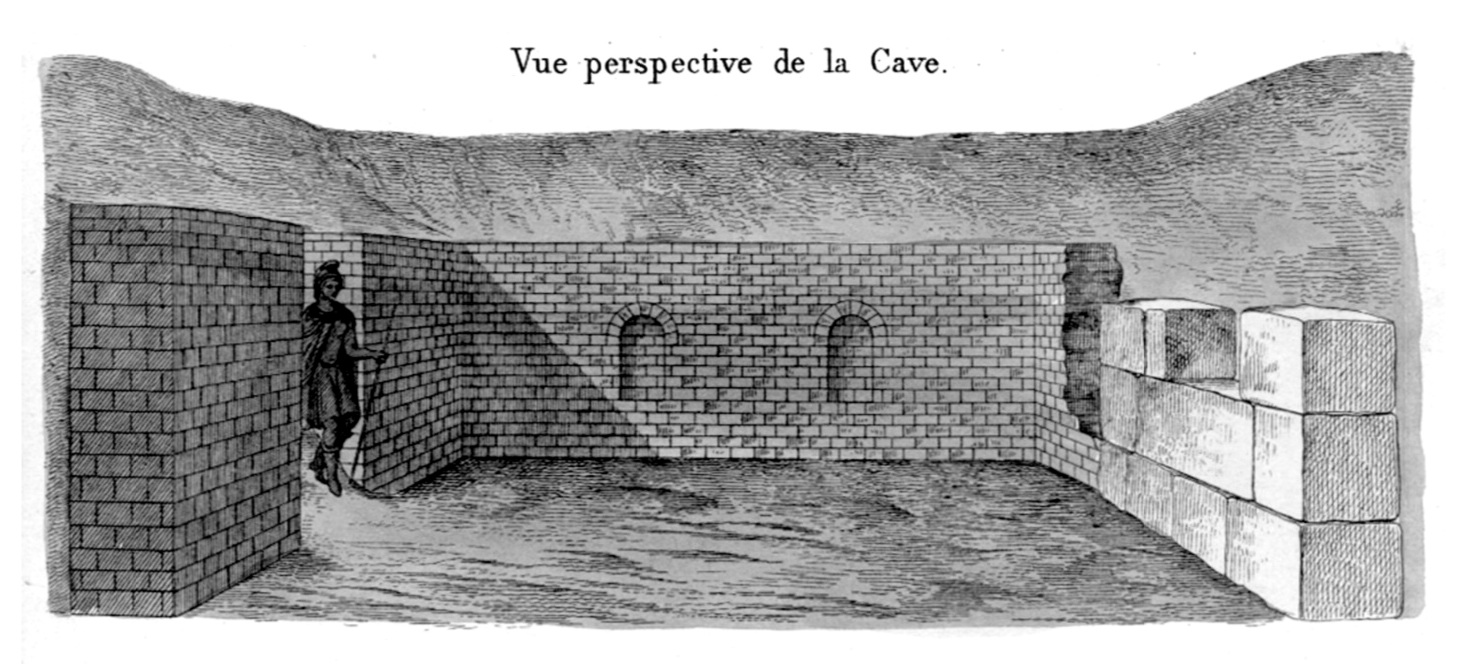
Opgravingstekening kelder villa Herkenberg
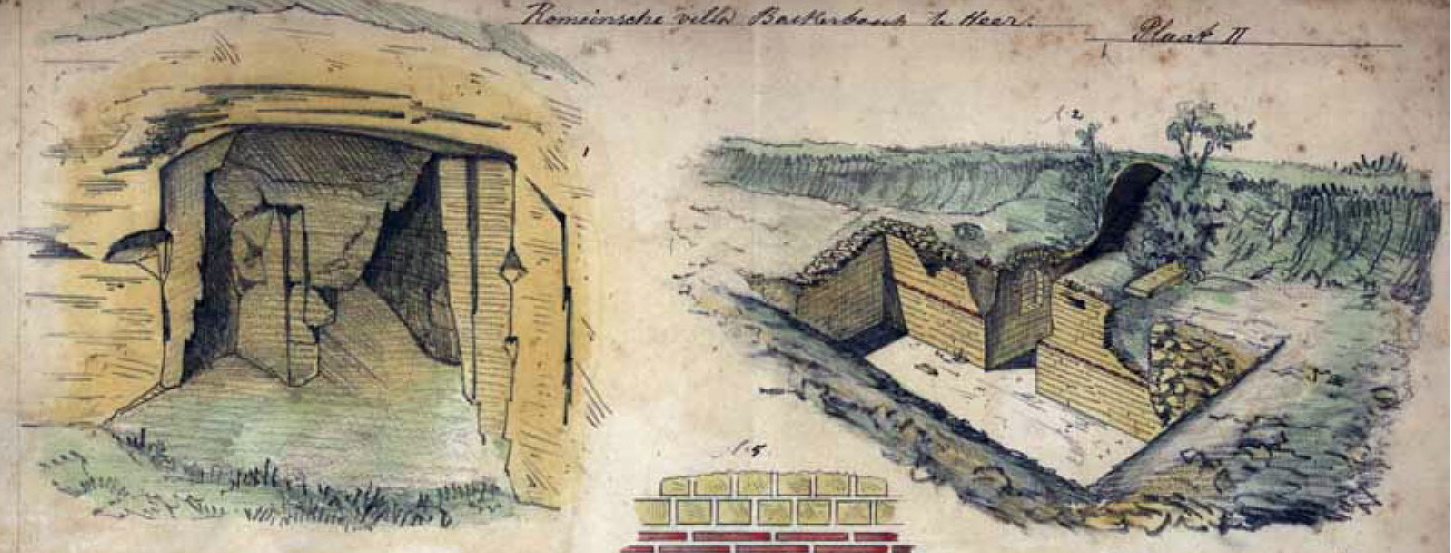
Opgravingstekeningen villa Backerbosch
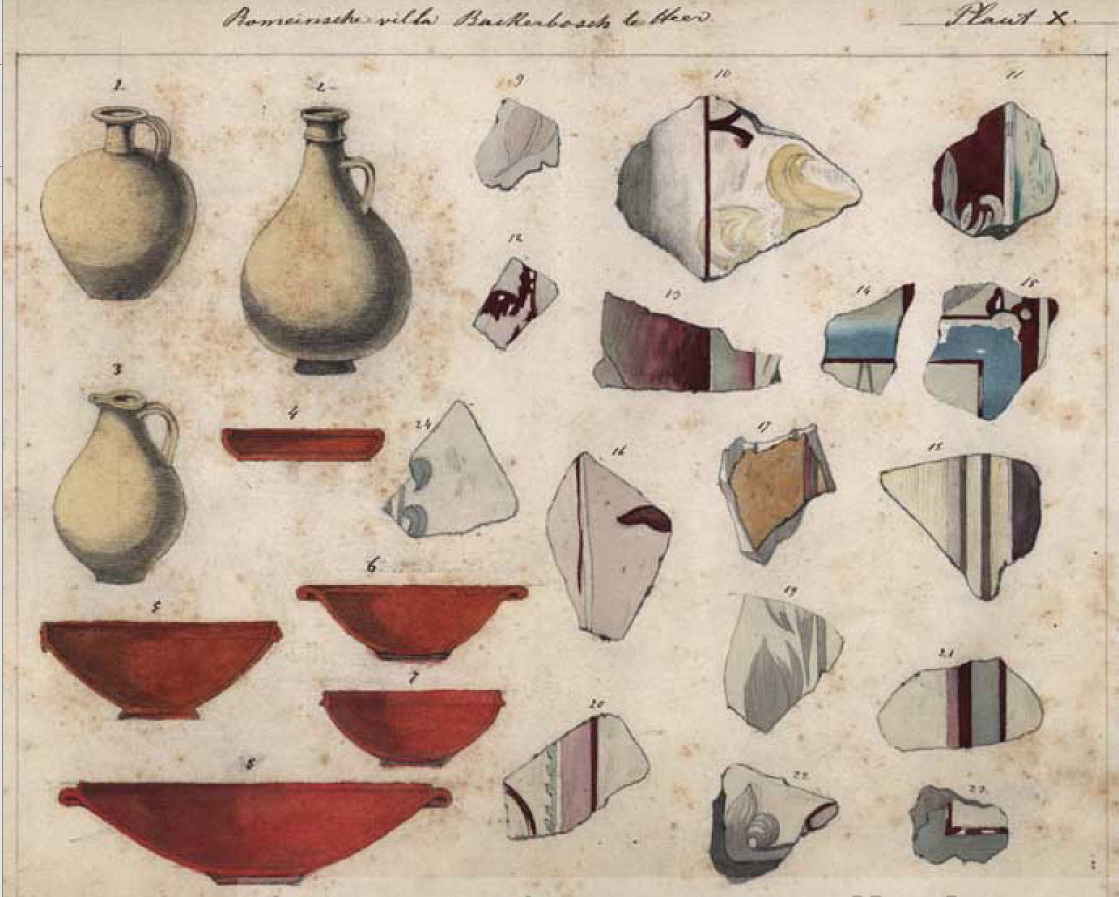
Vondsten villa Backerbosch
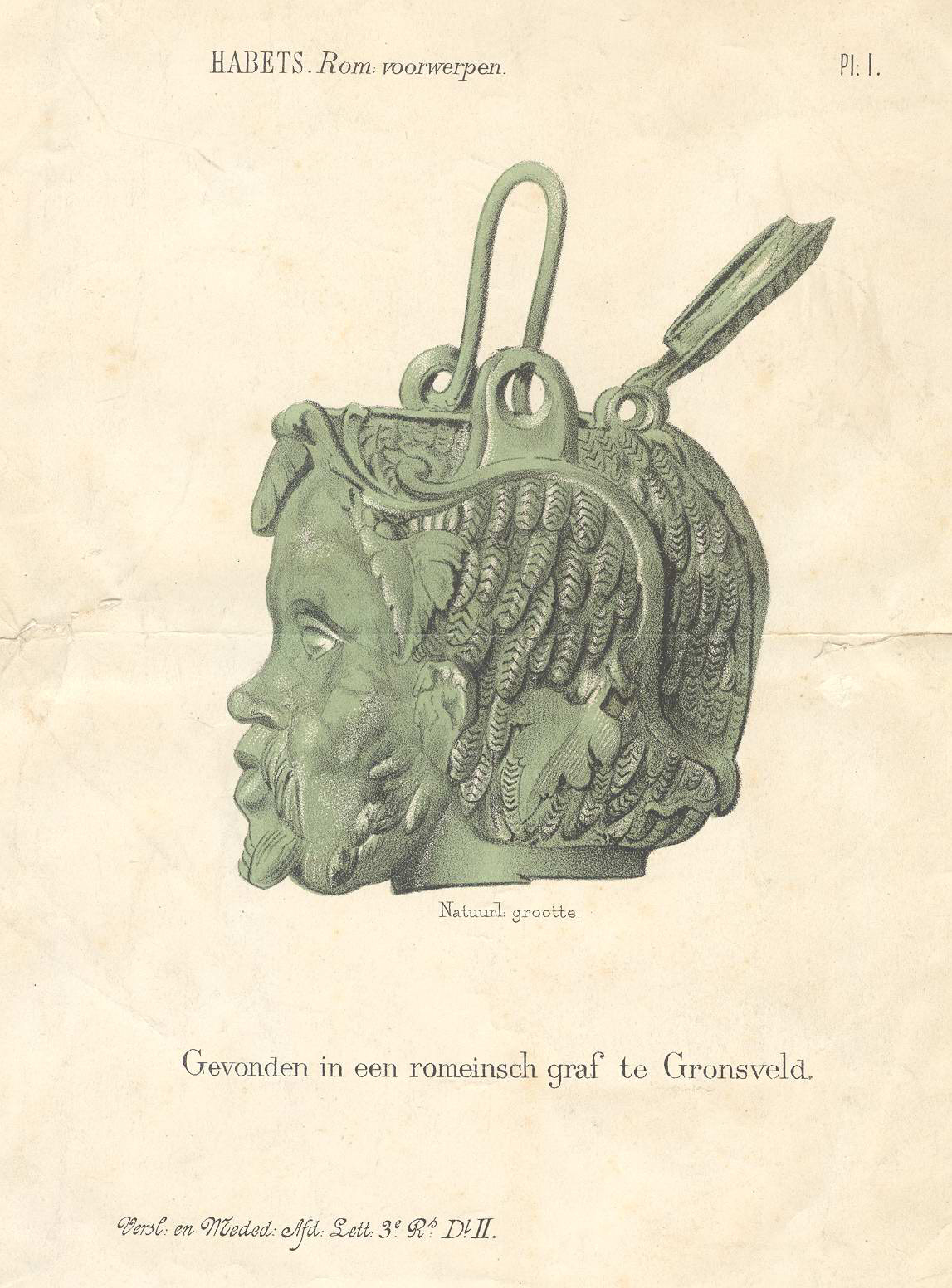
Grafvondst Gronsveld

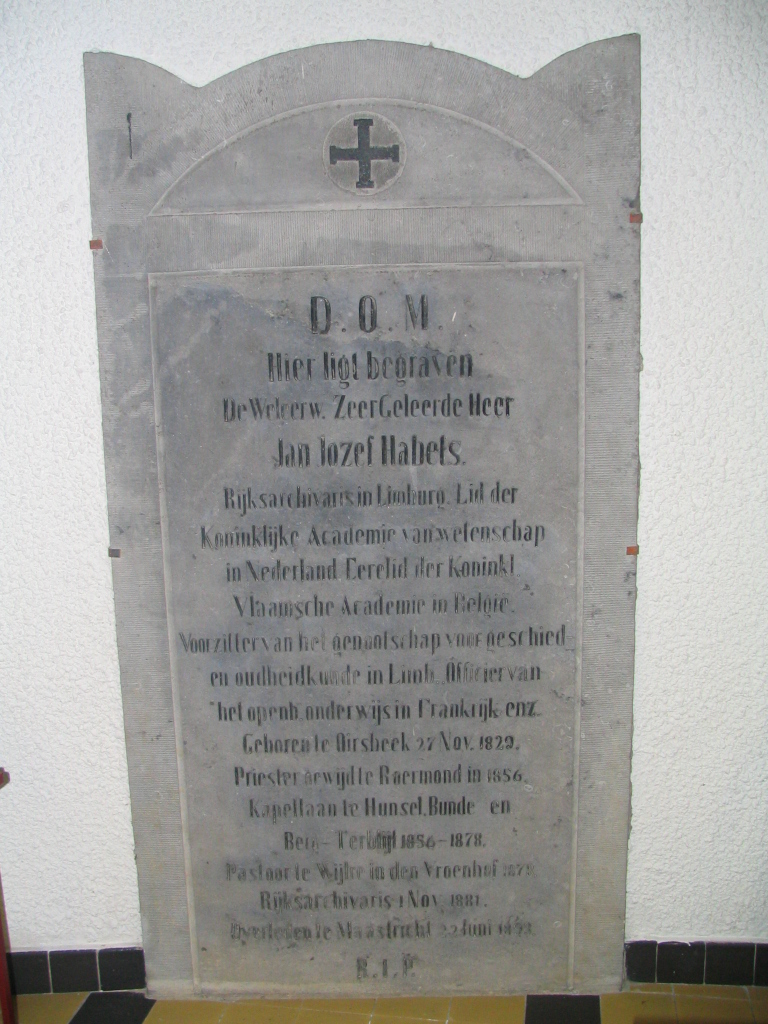
Grafsteen van Habets in de Sint Lambertuskerk te Oirsbeek

Van het Limburgs Geschied- en Oudheidkundig Genootschap (LGOG) was hij in 1862 medeoprichter en vanaf 1866 tot aan zijn dood in 1893 de eerste voorzitter. In deze hoedanigheid redigeerde hij het tijdschrift Publications van het genootschap. Op 14 juni 1880 werd Habets lid van de Koninklijke Nederlandse Akademie van Wetenschappen te Amsterdam; daarnaast was hij lid van verschillende andere wetenschappelijke genootschappen, onder meer van de Nederlandstalige sectie van de Académie royale des sciences, des lettres et des beaux-arts de Belgique. In 1881 werd hij benoemd tot rijksarchivaris in Limburg, de eerste. Hij bracht een eerste ordening aan in de vele verspreide en versnipperde Limburgse archieven.
Als geestelijke was Habets lange tijd gedesillusioneerd over het uitblijven van zijn benoeming tot pastoor (op 49-jarige leeftijd). Theologisch was hij gematigd liberaal; hij bekritiseerde sterk de autocratische structuur van de 19e-eeuwse katholieke kerk. Bij het overlijden van paus Pius IX uitte hij zich een tegenstander van diens onfeilbaarheidsdogma. De 90-jarige bisschop Paredis van Roermond noemde hij in 1885 "verkinsd" (dement). Met "Holland" had Habets weinig op: het Hollandse platteland en de steden vielen hem in 1869 tegen. Later schreef hij: "Wij zien meer uit naar Luik, Brussel en Antwerpen dan naar het Noorden, van waar ons niets komt dan belastingen en ambtenaren!"
In 1893 overleed Jozef Habets op 63-jarige leeftijd aan een hartkwaal. De uitvaart vond plaats in dezelfde kerk waar hij werd gedoopt, de Sint Lambertuskerk van Oirsbeek. Daar bevindt zich ook zijn graf, in een ruimte onder het altaar.

## Eerbewijzen
Bij de herdenking van de honderdste sterfdag van Habets vond op 26 juni 1993 in de Sint-Lambertuskerk in Oirsbeek een herdenkingsbijeenkomst plaats, waar de voorzitter van het LGOG een toespraak hield. Een dag later werd te zijner nagedachtenis een plechtige hoogmis gevierd in de Sint-Servaasbasiliek in Maastricht.
In 1998 stelde het LGOG-bestuur de Habetspenning in. Het penningontwerp is van Marijke Cieraad. Als randtekst werd aan de benaming "HABETSPENNING" de Latijnse tekst "VITAM IMPENDERE VERO" (leven voor de waarheid) toegevoegd. De penning is bedoeld voor "een persoon, vereniging, institutie, bedrijf of initiatief binnen of buiten het genootschap [om] erkenning te tonen voor de afronding van een uitzonderlijke activiteit, waarmee de zorg voor het Limburgs erfgoed nieuw elan heeft gekregen". De onderscheiding werd tot nu toe (2021) vijfmaal verleend: dr. Jos Venner (2001; voor de totstandkoming van het Leerboek Limburgse Geschiedenis), drs. Jos Schatorjé (2004; directeur Limburgs Museum, bij zijn ambtsjubileum in 2004), dr. G.H.A. Venner (2010), de redactie van Limburg. Een geschiedenis (2015) en de redactie van Geschiedenis van de literatuur in Limburg (2017).
Limburgs Geschied- en Oudheidkundig Genootschap (LGOG) stelde in 2011 de jaarlijkse Habetslezing in, die de wetenschappelijke bestudering van de Limburgse geschiedenis moet bevorderen. Voor de Habetslezing werden uitgenodigd: Jona Lendering (2011), Peter Raedts (2012), Joep Leerssen (2013), Nico Nelissen (2014), Theo Bovens (2015), Pieter Caljé (2016), Peter Nissen (2017), Louis Berkvens (2018), Mathieu Segers (2019), Hans Renes (2021), Johan Oosterman (2022) en Steven Vanderputten (2023).
In Oirsbeek, Maastricht, Heerlen, Sittard, Schinnen(?) en Berg en Terblijt zijn straten naar Habets vernoemd: Jos Habetsstraat, Jozef Habetsstraat, Pastoor Habetsstraat of Archivaris Habetsstraat.

## Publicaties
Habets wordt gekenschetst als een veelschrijver. Hij leverde bijna 400 bijdragen aan het door hem geredigeerde jaarboek van het LGOG, de Publications, evenals aan De Maasgouw. In 1880 beschreef Habets de geschiedenis van Nuth in de publicatie De voormalige Heerlijkheid Nuth. Van de vele andere artikelen en teksten van zijn hand kunnen genoemd worden Een Valkenburgsch Dorp in 1789 (over zijn geboortedorp Oirsbeek; 1889), Levensschets van Egidius Slanghen en Levensbericht van Martinus Joseph Jansen. Zijn hoofdwerk, de Geschiedenis van het bisdom Roermond, vormde voor historici vaak de eerste kennismaking met de Limburgs historie tot de Franse tijd.